# Cantonul Lourdes-Ouest
Cantonul Lourdes-Ouest este un canton din arondismentul Argelès-Gazost, departamentul Hautes-Pyrénées, regiunea Midi-Pyrénées, Franța.

## Comune
- Adé
- Aspin-en-Lavedan
- Bartrès
- Lourdes (parțial, reședință)
- Omex
- Ossen
- Poueyferré
- Ségus
- Viger